# Agafamosquits pissarrós
L'agafamosquits pissarrós (Polioptila schistaceigula) és un ocell de la família dels polioptílids (Polioptilidae).

## Hàbitat i distribució
Habita boscos de les terres baixes a l'est de Panamà, nord, oest i est de Colòmbia i nord-oest de l'Equador.